# Olympische Sommerspiele 2016/Teilnehmer (Sierra Leone)
| Gelbes Symbol für Goldmedaillen mit stilisierten Olympischen Ringen | Graues Symbol für Silbermedaillen mit stilisierten Olympischen Ringen | Braundes Symbol für Bronzemedaillen mit stilisierten Olympischen Ringen |
| ------------------------------------------------------------------- | --------------------------------------------------------------------- | ----------------------------------------------------------------------- |
| —                                                                   | —                                                                     | —                                                                       |

Sierra Leone nahm an den Olympischen Spielen 2016 in Rio de Janeiro teil. Es war die insgesamt 11. Teilnahme an den Olympischen Sommerspielen. Das Nationale Olympische Komitee von Sierra Leone nominierte vier Athleten, zwei Männer und zwei Frauen, für insgesamt zwei Sportarten.

## Teilnehmer nach Sportarten

### Leichtathletik

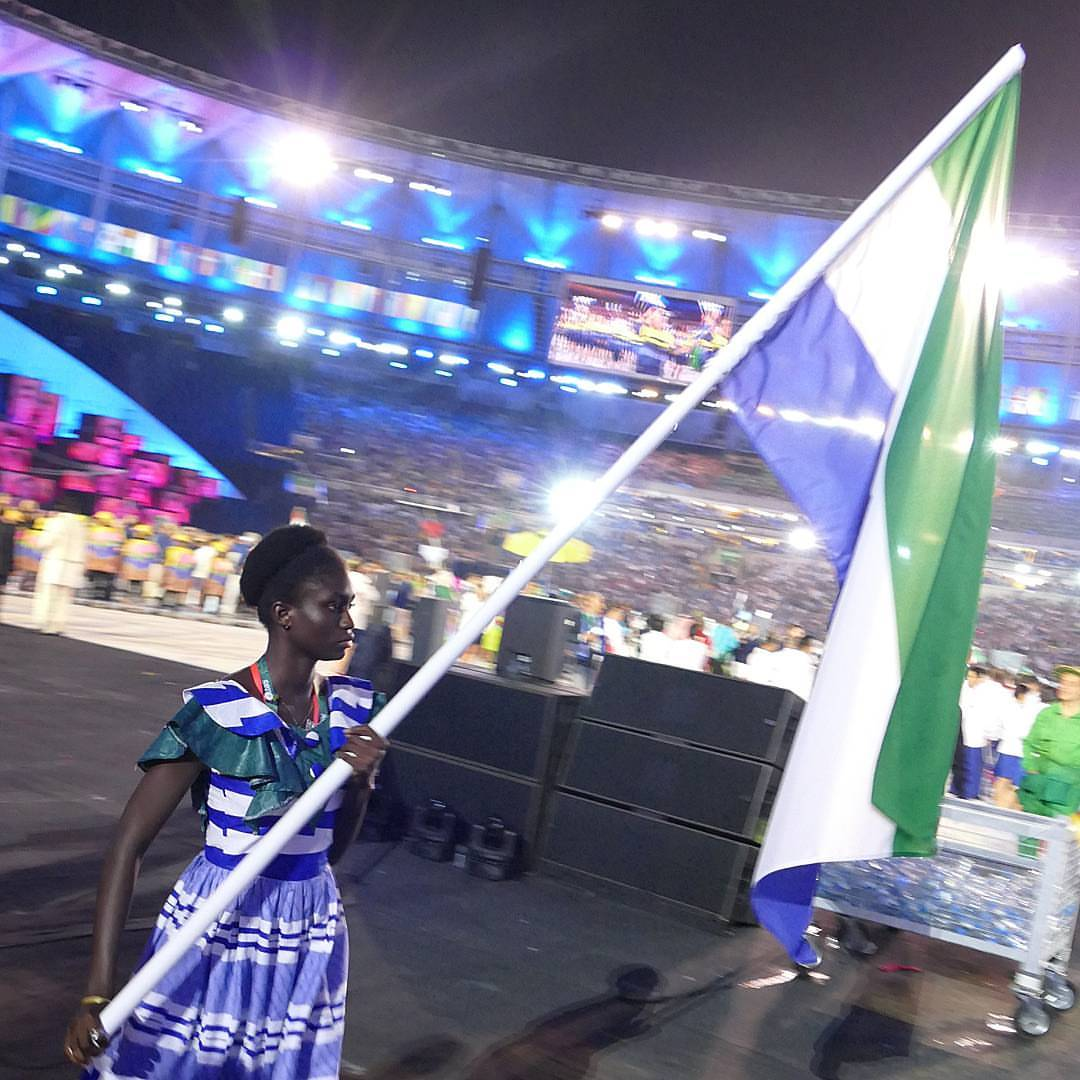
Die Fahnenträgerin Bunturabie Jalloh bei der Eröffnungsfeier

Laufen und Gehen 
| Athleten       | Wettbewerb | Runde 1 | Runde 1 | Halbfinale    | Halbfinale    | Finale        | Finale        | Rang |
| Athleten       | Wettbewerb | Zeit    | Rang    | Zeit          | Rang          | Zeit          | Rang          | Rang |
| -------------- | ---------- | ------- | ------- | ------------- | ------------- | ------------- | ------------- | ---- |
| Frauen         |            |         |         |               |               |               |               |      |
| Hafsatu Kamara | 100 m      | 12,22 s | 59      | ausgeschieden | ausgeschieden | ausgeschieden | ausgeschieden | 59   |
| Männer         |            |         |         |               |               |               |               |      |
| Ishmail Kamara | 100 m      | 10,95 s | 79      | ausgeschieden | ausgeschieden | ausgeschieden | ausgeschieden | 79   |

### Schwimmen
| Athleten          | Wettbewerb    | Vorlauf | Vorlauf | Halbfinale    | Halbfinale    | Finale        | Finale        | Rang |
| Athleten          | Wettbewerb    | Zeit    | Rang    | Zeit          | Rang          | Zeit          | Rang          | Rang |
| ----------------- | ------------- | ------- | ------- | ------------- | ------------- | ------------- | ------------- | ---- |
| Frauen            |               |         |         |               |               |               |               |      |
| Bunturabie Jalloh | 50 m Freistil | 39,93 s | 88      | ausgeschieden | ausgeschieden | ausgeschieden | ausgeschieden | 88   |
| Männer            |               |         |         |               |               |               |               |      |
| Osman Kamara      | 50 m Freistil | 26,90 s | 73      | ausgeschieden | ausgeschieden | ausgeschieden | ausgeschieden | 73   |